# Духрот
Духрот (нем. Duchroth) — община в Германии, в земле Рейнланд-Пфальц. 
Входит в состав района Бад-Кройцнах. Подчиняется управлению Бад Мюнстер ам Штайн-Эбернбург.  Население составляет 536 человека (на 31 декабря 2018 года). Занимает площадь 9,68 км².

## География

### Место
Дюшрот расположен на высоте 240 м над уровнем моря. NHN в рекреационной зоне Рейнграфенштайн, к югу от Хунсрюк, между курортным городом Бад-Кройцнах и городом драгоценных камней Идар-Оберштайн, недалеко от соседнего Одернхайм-ам-Глане, где Глан впадает в Нахе.